# Unbubble
Unbubble war eine Metasuchmaschine, die nach eigenen Angaben auf neutrale Suchergebnisse spezialisiert war. Als weitere Ziele wurden auf der Website Transparenz und Datenschutz genannt. Unbubble bezog die Suchergebnisse anderer Suchdienste und bereitete diese entsprechend auf. Der Name ist eine Anspielung auf die Filterblase (englisch filter bubble) anderer Suchmaschinen.
Unbubble erschien im April 2014 und weckte im darauf folgenden Juli erstmals das Interesse überregionaler Medien und der Fachpresse. Seit September 2015 existierten neben der Websuche auch eigene Bereiche für Bilder- und Wissenschaftssuche, ein Jugendschutzfilter, Autocomplete-Suchvorschläge und diverse Konfigurationsmöglichkeiten.
Die Suchmaschine wurde im März 2019 geschlossen.

## Suchmaschine
Die Ergebnisseite von Unbubble baute sich von oben nach unten aus Blöcken von je drei Suchtreffern auf. Jeder Block stammte aus einer Quelle, die deutlich ausgewiesen wurde. Als Quellen dienten sowohl herkömmliche Internet-Suchmaschinen als auch Info-, News-, Shopping- und Bilderdienste. Neben den Suchergebnissen ermittelte Unbubble die als „Variationen“ bezeichneten Suchvorschläge und eine Stichwortwolke. Einige Suchtreffer beinhalteten Vorschaubilder und Zusatzinformationen.
Die Suchmaschine bot neben der normalen Stichwortsuche auch einfache Suchoperatoren (+, − und ""), mit denen die Suche bei Bedarf verfeinert werden konnte. Daneben existierten sogenannte Bubble-Tags, mit denen sich Suchanfragen aus der Suchmaske von Unbbuble direkt an externe Dienste wie die Wikipedia oder andere Suchmaschinen richten ließen.

## Finanzierung
Unbubble finanzierte sich in der Regel über Spenden und Umsatzprovisionen aus Shopping-Quellen. Die Suchergebnisse der Shopping-Quellen wurden Betreiberangaben zufolge nicht bevorzugt oder künstlich geschaltet. Sie unterlagen demnach den Neutralitätskriterien. Die damit einhergehende schwache Trennung vom restlichen Inhalt wurde vereinzelt kritisiert. In einer späteren Version wurden Shoppingergebnisse optional angezeigt und waren in der Voreinstellung vollständig von den Websuchergebnissen getrennt.

## Suchneutralität
Unbubble warb mit neutralen Suchergebnissen. Die Suchmaschine verfügte hierzu über Technologie, die das Themenumfeld jeder Suchanfrage individuell ermittelte. Während dieses Verfahrens wurden die Quellen nach Neutralität gewichtet und entsprechend sortiert. Das sollte dafür sorgen, dass jedes Suchergebnis einen möglichst neutralen Eindruck des Themas vermitteln würde, also möglichst frei von subjektiven Wertvorstellungen wäre.

## Datenschutz
Mit Bezug auf die Enthüllungen von Edward Snowden warb die Suchmaschine mit starkem Datenschutz. So wurden die Verbindungen zu Unbubble.eu mit SSL gesichert, nach Anbieterangaben keine Nutzungsprofile erstellt und keine Drittdienste wie Social-Media-Widgets oder Werbebanner in die Website eingebunden. Serverstandort war Deutschland.